# Батайск (аэродром)
Батайск — военный аэродром в Ростовской области, расположенный на юго-восточной окраине одноимённого города, в 12 км от Ростова-на-Дону.

## История
С середины 1940-х годов на аэродроме базировалось военное лётное училище.
В конце 1950-х годов данный аэродром стал использоваться как базовый аэродром Ейского ВВАУЛ для подготовки курсантов 1 и 2 курсов. В начале 1960-х годов на аэродроме стали базироваться самолёты Л-29.
В середине 1980-х годов на смену самолётам Л-29 поступили самолёты Л-39.
В связи с расформированием Ейского училища в 1993 году аэродром вышел из состава ЕВВАУЛ, базировавшийся здесь 801-й учебный авиационный полк (801 УАП) был расформирован. В последующем на нём располагались различные авиационные части обеспечения полётов.
До мая 2015 года аэродром был заброшен, и использовался местными жителями для автомобильных гонок по ВПП.
В мае 2015 году по распоряжению премьер-министра России Дмитрия Медведева земли аэродрома переданы госкорпорации «Ростех» для организации площадки испытаний продукции компании «Роствертол».
В 2008—2011 годах территория аэродрома рассматривалась как одна из трёх возможных площадок для переноса международного аэропорта Ростова-на-Дону (наряду с землями Мясниковского района к северу-востоку от Чалтыря и Грушевского сельского поселения Аксайского района). Первоначально областные власти считали батайскую площадку наиболее привлекательной, в связи с чем земли аэродрома были выкуплены администрацией Ростовской области у Министерства Обороны РФ. Однако, после сравнения достоинств и недостатков всех трёх вариантов размещения нового аэропорта окончательно предпочтение было отдано землям у станицы Грушевской. Властями области и муниципалитета допускается возможность использования в будущем аэродрома Батайск как грузового аэропорта и/или аэропорта деловой авиации.

## Происшествия
- 8 марта 1943 года. Катастрофа самолёта Ли-2, КК капитан Баев Т. Л. Столкнулся с землёй в районе аэродрома при выполнении полёта на боевое задание. Экипаж 5 человек, погиб. Причина не установлена. Сведений о количестве пассажиров, находившихся на борту, нет.